# 앨릭스 라이더
앨릭스 라이더(Alex Rider)는 앤서니 호로비츠의 첩보 소설 시리즈이다. 시리즈 주인공의 이름이기도 하다.
2000년 발간된 시리즈의 첫번째 작품인 스톰브레이커는 2006년 영화화되어 같은 이름의 스톰브레이커로 개봉하기도 하였다. 2016년 시리즈의 신작 《Never Say Die》가 2017년 6월 발간 예정임을 작가가 확인하였다.

## 소설
시리즈에 해당하는 소설로는 다음이 있다.
- 2000년 9월, 스톰브레이커 (소설)(영어판)
- 2001년 9월, 포인트 블랭크 (소설)(영어판)
- 2002년 8월, 스켈레톤 키(영어판)
- 2003년 9월, 이글 스트라이크(영어판)
- 2004년 4월, 스콜피아(영어판)
- 2005년 4월, 아크 엔젤
- 2007년 9월, 스네이크헤드(영어판)
- 2007년 9월, 크로커다일 티어스(영어판)
- 2011년 3월, 스콜피아 라이징(영어판)
- 2013년 9월, 러시안 룰렛 (소설)(영어판)